# Swallow Sidecar SS90
La SS 90 è un'autovettura di carattere sportivo prodotta dalla SS Cars Ltd nel 1935 in 23 esemplari. In seguito, più precisamente nel 1945, la Casa automobilistica adottò l'attuale denominazione Jaguar. La vettura è considerata l'antenata di tutte le auto sportive Jaguar.
Il modello aveva montato un motore a sei cilindri in linea e valvole laterali fornito dalla Standard. L'alesaggio e la corsa erano, rispettivamente, di 73 mm e 106 mm, che portavano la cilindrata totale a 2.663 cm³. La potenza erogata era di 68 CV. Questo propulsore, che era montato anteriormente, si differenziava da quelli degli altri modelli poiché possedeva delle bielle Dural, una testata in alluminio, un rapporto di compressione di 7:1 e carburatori doppio corpo RAG. Il telaio raggiungeva la lunghezza di 2.640 mm ed era la versione corta di quello montato sulla SS1. Anch'esso era fornito dalla Standard. Le sospensioni erano a balestre semiellittiche sulle quattro ruote. I freni erano della Bendix. Il cambio era a quattro rapporti, mentre la trazione era posteriore.
Le vetture richiamarono subito l'attenzione del pubblico per la loro linea elegante e sportiva, ma non vennero accolte molto bene dalla platea sportiva poiché le loro prestazioni non rispecchiavano il loro aspetto esteriore. Per le prestazioni sportive si dovrà attendere la SS100, che era simile esteriormente ed aveva sospensioni affini, ma montava un nuovo motore a valvole in testa.
La SS 90 raggiungeva la velocità massima di 140 km/h e compiva un'accelerazione da 0 a 80 km/h in 12 secondi, ma non fu mai provata da nessuna rivista specializzata. Il modello, al tempo del lancio, costava 395 sterline.
La vettura era lunga 3.810 mm e larga 1.600 mm, mentre pesava 1.143 kg. Era disponibile in due versioni di carrozzeria, coupé e turismo. Il prototipo, con targa ARW395, è stato posseduto da Hugh Kennard dal 1938 al novembre del 1940. È uno degli esemplari che sono giunti sino a noi.